# Linnaemya masiceroides
Linnaemya masiceroides là một loài ruồi trong họ Tachinidae.